# Robert de Beaumont, 2. Earl of Leicester
Robert de Beaumont, 2. Earl of Leicester, genannt Le Bossu (der Bucklige) (* 1104; † 5. April 1168), war ein englischer Adliger französischer Herkunft. Er war der Sohn von Robert de Beaumont, 1. Earl of Leicester und Elisabeth von Vermandois; sein Zwillingsbruder war Waleran de Beaumont, 1. Earl of Worcester.
Die beiden Brüder, Robert und Waleran, wurden kurz nach dem Tod ihres Vaters (1118) – Robert erbte dadurch dessen Titel als Earl of Leicester und Graf von Meulan – in den königlichen Haushalt übernommen. Sie begleiteten den englischen König Heinrich I. auf seinen Reisen, zuerst in die Normandie, dann (1119) zum Treffen mit Papst Kalixt II.
1135 waren sie bei Heinrichs Tod anwesend. Im Juni 1139 leiteten die Brüder die Aktionen gegen Bischof Roger von Salisbury und Bischof Alexander von Durham.
König Stephan hatte Robert und Waleran als persönliche Berater zu sich geholt, sie blieben ihm loyal und übertrugen ihre Loyalität auch auf seinen Nachfolger Heinrich II., den Sohn von Stephans Rivalin Matilda und aufgrund des Vertrags von Wallingford dessen Nachfolger. Robert de Beaumont wurde der Chief Justiciar des neuen Königs. Schließlich kaufte er Hugh Bigod, 1. Earl of Norfolk das Amt des Truchsess (Steward) ab und wurde der erste Lord High Steward Englands. Robert nahm somit einen hohen Rang an Heinrichs Hof ein, handelte sogar zeitweise als Regent. Sein Name erscheint an der Spitze der Constitutions of Clarendon und er nahm am Konzil von Northampton teil.
Er gründete zusätzlich zu St. Mary de Pré, der Abtei von Garendon, das Kloster von Nuneaton, die Priorei von Lusfield und das Hospital von Brackley.

## Familie und Kinder
Er heiratete Amicia von Montfort, Tochter von Rudolf (Raoul), Herr von Gaël und Montfort (Haus Montfort-Laval), mit der er vier Kinder hatte:
- Hawise, ⚭ William FitzRobert, 2. Earl of Gloucester;
- Robert de Beaumont, 3. Earl of Leicester; ⚭ mit Pétronille de Grandmesnil;
- Isabel, ⚭ (1) Simon II. de Senlis, Earl of Huntingdon-Northampton; ⚭ (2) Gervase Paynel of Dudley;
- Margaret, ⚭ Ralph V. de Tosny.